# 나이토 마사나가

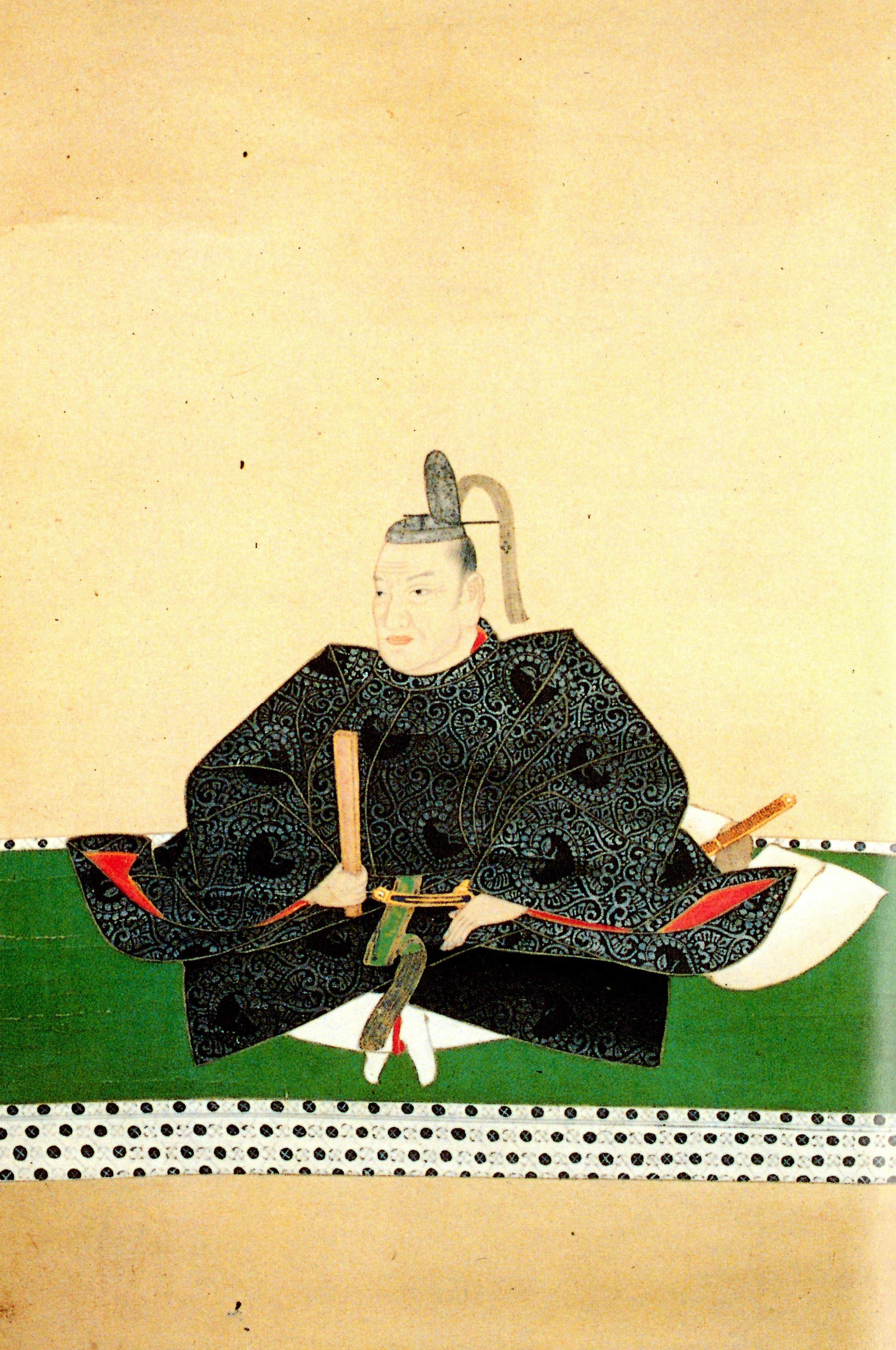
나이토 마사나가

나이토 마사나가(일본어: 内藤政長, 1568년 ~ 1634년 12월 7일)는 일본 센고쿠 시대부터 에도 시대 전기에 걸쳐 활약한 무장이자 후다이 다이묘이다. 관직은 사마노스케(左馬助)이다.

## 생애
에이로쿠 11년(1568년), 나이토 이에나가의 맏아들로 태어났다. 덴쇼 12년(1584년), 고마키·나가쿠테 전투에서 처음 출전하여 공적을 세웠다. 임진왜란 때는 히고국 나고야성에 주둔했다. 게이초 5년(1600년), 세키가하라 전투의 전초전인 후시미 성 전투에서 아버지 이에나가가 전사하자 가문을 상속하고 사누키 번 2만 석의 영주가 되었다. 세키가하라 전투에서 마사나가는 우쓰노미야(宇都宮)에서 우에스기 가게카쓰의 남하를 방비하였고, 이후 전사한 아버지와 자신의 공적에 대한 포상으로 영지 1만 석을 추가받아 3만 석을 영유했다.
게이초 19년(1614년), 오쿠보 나가야스 사건(大久保長安事件)으로 인해 오쿠보 다다치카의 손녀와 결혼한 아와 다테야마 번주 사토미 다다요시가 영지를 몰수당하자, 마사나가는 다테야마성의 철거 명령을 받고 이를 수행하였으며, 혼다 다다토모(혼다 다다카쓰의 차남)와 함께 아와노쿠니 통치의 임무를 맡았다. 그해 오사카 겨울 전투가 벌어지자 아와 국의 수비를 담당했고, 이듬해 오사카 여름 전투 때는 에도 성의 수비역을 맡았다. 이러한 공적에 의해 전투 후 영지 1만 석을 추가로 받았다. 겐나 5년(1619년)에는 5천 석을 추가로 받아, 4만 5천 석 영지를 다스리는 다이묘가 되었다. 겐나 6년, 지쿠고 야나가와 번주 다나카 다다마사가 후사 없이 사망하면서 다나카 가문의 영지가 회수되자, 마사나가가 성의 접수를 맡았다.
겐나 8년(1622년), 무쓰 이와키 다이라 번 7만 석으로 추가 전봉되었다. 또 간에이 9년(1632년)에는 히고국 구마모토번주 가토 다다히로가 영지를 몰수당하였을 때 또 한 번 성 접수 임무를 맡았는데, 대형 번이었으므로 가토 가문의 가신들의 저항이 우려되었으나 마사나가의 노력으로 접수가 완료되었다.
간에이 11년(1634년) 음력 10월 17일 향년 67세의 나이로 사망하였다. 맏아들 다다오키가 그 뒤를 이었다.
| 전임 (나이토 이에나가) | 사누키 번 번주 (나이토 가문) 1600년 ~ 1622년 | 후임 마쓰다이라 다다시게 |

| 전임 도리이 다다마사 | 제1대 이와키 다이라 번 번주 (나이토 가문) 1622년 ~ 1634년 | 후임 나이토 다다오키 |